# Joan Porcar Garcia
Joan Porcar Garcia   (Barcelona, 13 de maig de 1953), conegut com a l'Africà, és un periodista esportiu, empresari i antic pilot de motociclisme i automobilisme català. Especialitzat en raids, el 1982 esdevingué el primer català a participar en el Ral·li París-Dakar.

## Trajectòria esportiva
Porcar debutà en el Dakar el 1982 de forma privada amb una motocicleta OSSA Desert 350, una de les poques equipades amb motor de dos temps que hi prengueren part. El 1983 hi tornà amb una motocicleta amb motor de quatre temps, la BMW R80 GS, i d'ençà del 1984 i fins al 1997 hi participà deu vegades més en cotxe, amb Rossend Touriñan de copilot, quedant en dues edicions entre els deu primers (10è Range Rover al 1987 i 8è Nissan al 1990). Participà també quatre vegades en les 24 Hores de Montjuïc, en diversos Campionats d'Espanya de motociclisme i en raids africans. Posteriorment, disputà regates en solitari pel Mediterrani i l'Atlàntic.

## Trajectòria professional
Juntament amb el seu director, Jaume Alguersuari, Joan Porcar fou un dels periodistes destacats de la revista Solo Moto, on entrà a treballar al maig de 1977 procedent del quinzenal La Moto. La revista acabà generant anys després el grup Alesport, empresa editorial dedicada també als grans esdeveniments esportius i a l'esport d'aventura. Porcar fou conseller delegat de l'empresa i també responsable del Ral·li Dakar a Espanya i Portugal i creador de nombrosos esdeveniments esportius, entre ells la Marató de Barcelona, la Titan Desert de bicicleta de muntanya o l'arribada del Tour de França del 2009 a Barcelona. Fou escollit millor gestor de l'esport català el 2008 i des del 2010 és president de l'INDESCAT, associació catalana de la indústria de l'esport.